# Myripristis xanthacra
Myripristis xanthacra är en fiskart som beskrevs av Randall och Guézé, 1981. Myripristis xanthacra ingår i släktet Myripristis och familjen Holocentridae. Inga underarter finns listade i Catalogue of Life.